# Độc tấu

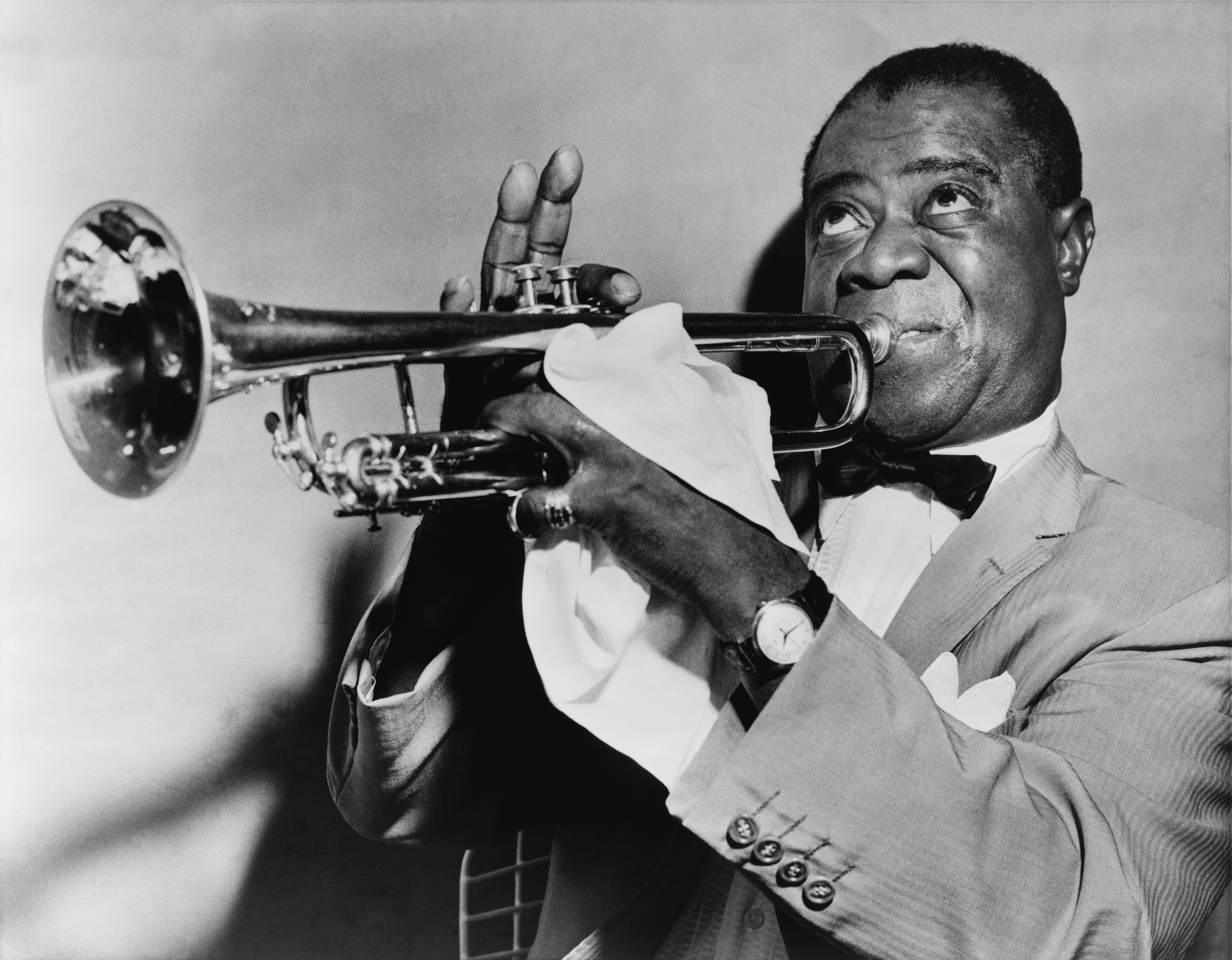
Nghệ sĩ Louis Armstrong độc tấu kèn Trumpet.

Trong Âm nhạc, độc tấu là hình thức biểu diễn do một người duy nhất thực hiện toàn bộ một nhạc phẩm hoặc một đoạn xác định của nhạc phẩm. Khái niệm này xuất phát từ tiếng Ý: solo (phát âm: /xô-lô/, nghĩa là một mình) dùng để chỉ một nhạc phẩm hoặc một đoạn của bản nhạc được chơi hoặc hát với duy nhất một người; người này có thể biểu diễn hoàn toàn một mình hoặc được hỗ trợ bởi một hoặc nhiều nhạc cụ. Nghệ sĩ biểu diễn xô-lô gọi là nghệ sĩ độc tấu (soloist).
Ở Việt Nam, từ này cũng thường được dùng ở dạng phiên âm là xôlô nhưng lại có ngoại diện khác hơn:
- Khi một nhạc công độc tấu một nhạc cụ (như độc tấu guitar) để thể hiện một nhạc phẩm, người ta có thể gọi là độc tấu hoặc xôlô đều có nghĩa như nhau.
- Nhưng khi một ca sĩ biểu diễn một bài hát hoặc một đoạn của bài hát một mình, thì không gọi là độc tấu, mà gọi là đơn ca hoặc là lĩnh xướng.
- Khái niệm độc tấu còn dùng trong thể loại không phải là ca hát, không có nhạc cụ như độc tấu hài.

Ở âm nhạc phương Tây, hình thức độc tấu thường dùng nhất cho các loại nhạc cụ là dương cầm, vĩ cầm, guitar,.... Đây là lĩnh vực của các nghệ sĩ chuyên nghiệp, điêu luyện về kỹ thuật, đảm bảo "truyền tải" được sức lôi cuốn của nhạc phẩm, nên thường thu hút sự chú ý và khuấy động cảm xúc của người nghe, gây cảm giác hấp dẫn, nhất là trong hòa tấu khi toàn bộ dàn nhạc tạm dừng hoặc chỉ chơi đệm. Ở âm nhạc Việt Nam, hình thức độc tấu thường dùng cho các nhạc cụ dân tộc là sáo trúc (nghệ sĩ Đinh Thìn), đàn bầu (nghệ sĩ Hồ Hoài Anh, Nguyễn Thị Thanh Tâm), đàn tranh (nghệ sĩ  Vũ Thị Việt Hồng), đàn t'rưng, v.v.

## Lược sử

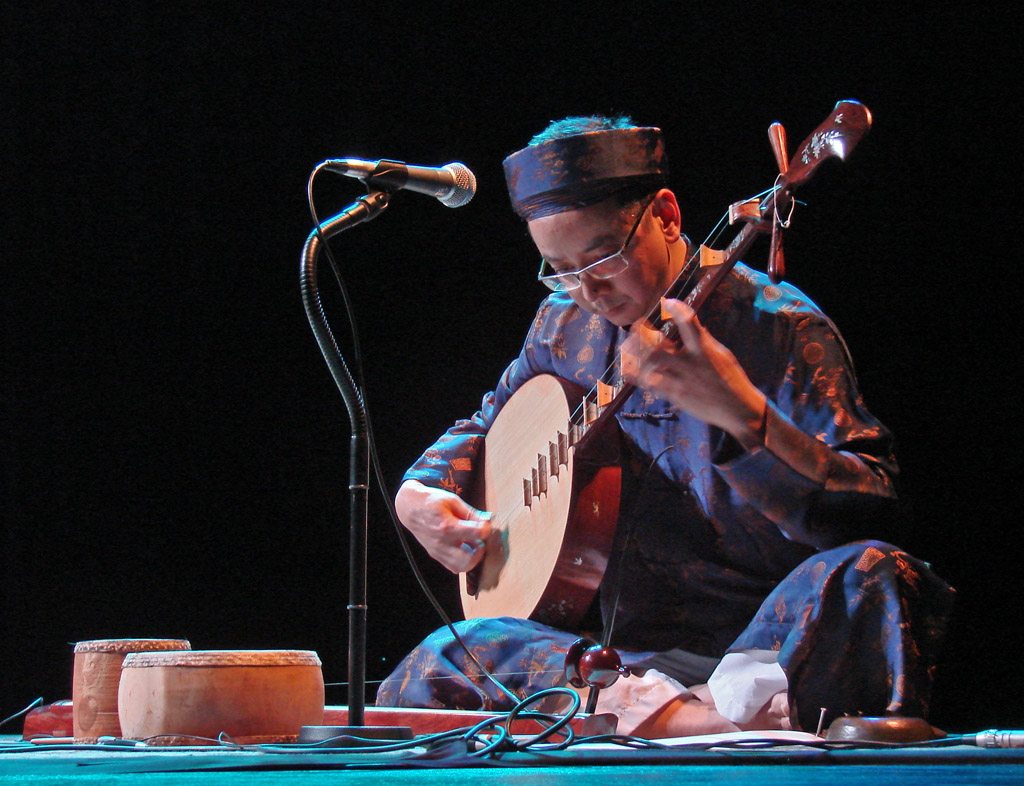
Độc tấu đàn nguyệt tại một cuộc biểu diễn ở Paris.

- Trong thời kỳ nhạc Barôc và nhạc cổ điển, từ solo (độc tấu) có nội hàm tương đương với sonata, dùng để chỉ một thể loại (mà không phải là một hình thức) âm nhạc cho một nhạc cụ duy nhất, như bản sonata của Johann Sebastian Bach chỉ cho một vĩ cầm, bản sonata Ánh trăng của Beethoven chỉ có một dương cầm.[7]
- Sau đó, từ solo còn được dùng với ngoại diện rộng hơn, dùng để chỉ một nhạc công hoặc một ca sĩ biểu diễn giai điệu chính trong một đoạn của nhạc phẩm hoặc cả một nhạc phẩm có một hay nhiều nhạc cụ khác đệm. Ở trường hợp này, nhạc cụ đệm thường góp phần phụ họa mà ít chơi giai điệu chính của nhạc phẩm. Tuy nhiên, nếu giai điệu chính được "chuyển" từ nhạc cụ độc tấu sang cả dàn nhạc, còn nhạc cụ độc tấu lại chỉ phụ họa thì lại gọi là hòa tấu.

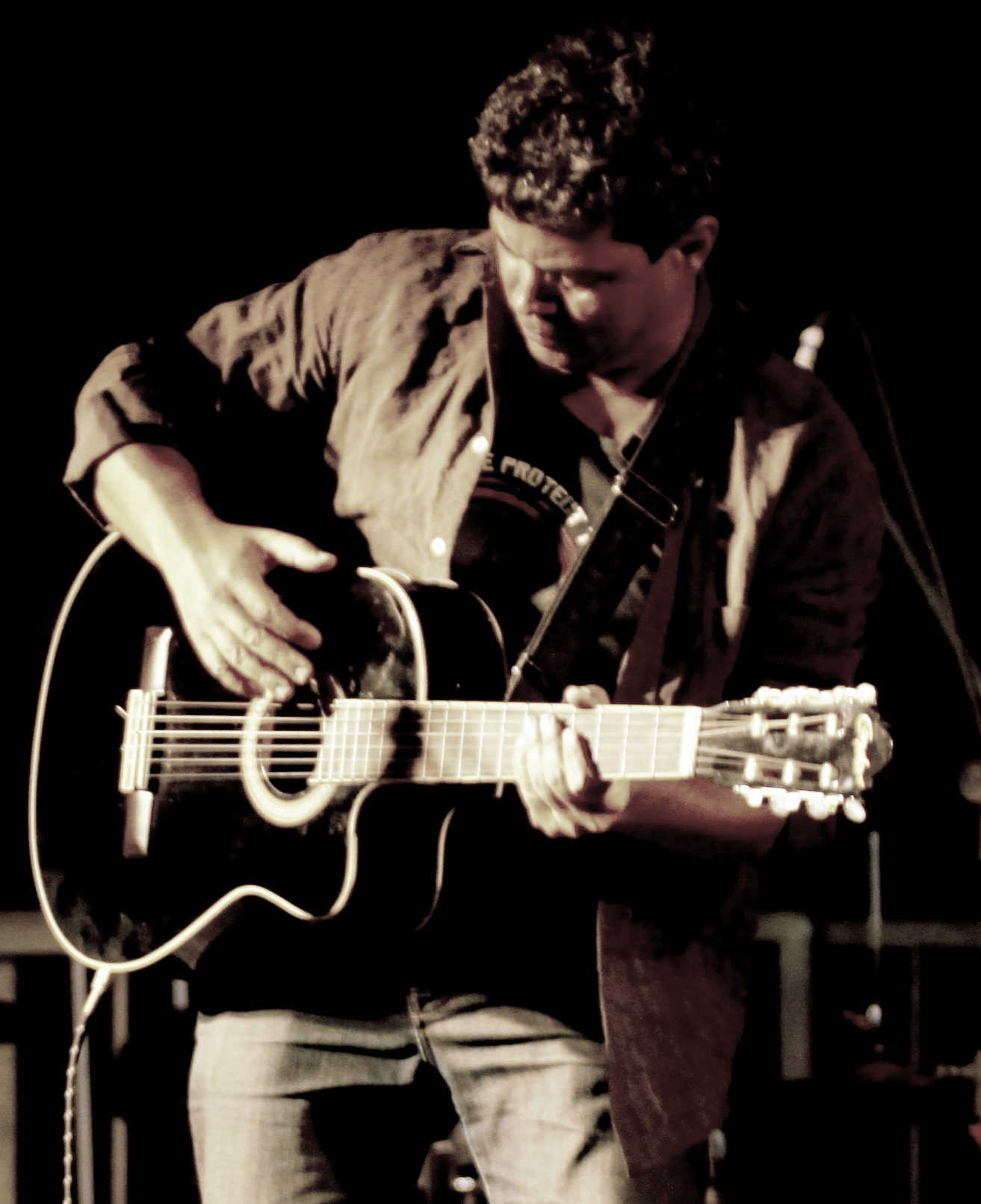
Độc tấu guitar